# Vers asclépiade
Pour les articles homonymes, voir Asclépiade.
Un vers asclépiade (latin : Asclepiadeus) est un vers utilisé en poésie lyrique. Sa création est attribuée à Asclépiade. Le vers asclépiade fait partie des mètres éoliens. 

## Définition
L'asclépiade, ou petit asclépiade, ou asclépiade mineur, est composé de quatre pieds. On peut le scander de deux manières : soit un spondée, deux choriambes et un iambe ; soit un spondée, un choriambe et deux dactyles.  
Le grand asclépiade est un vers de cinq pieds : soit un spondée, trois choriambes et un iambe ; soit un spondée, deux choriambes et deux dactyles. 
En utilisant "-" pour une  syllabe longue, "u" pour une courte, et "x" pour un "anceps" ou une syllabe libre (la dernière syllabe du vers, qui peut être soit - soit u, d'où les deux scansions possibles pour les deux types d'asclépiades) , ils se schématisent de la façon suivante : 
```
- - - uu - - uu - u x (asclépiade mineur / 
asclepiadeus minor
)
- - - uu - - uu - - uu - u x (asclépiade majeur / 
asclepiadeus maior
)
```

## Utilisation
Les asclépiades ont été utilisés en latin par Horace dans trente-quatre de ses odes, ainsi que par Catullus et Sénèque.  
On en trouve des exemples dans la poésie anglaise, notamment dans Arcadia de Sir Philip Sidney ("Here wrong's name is unheard, slander a monster is; / Keep thy sprite from abuse, here no abuse doth haunt. / What man grafts in a tree dissimulation?") et chez WH Auden dans  In Due Season ("Springtime, Summer and Fall: days to behold a world"). 